# 拉塔昆加縣

拉塔昆加縣（西班牙語：Cantón Latacunga），是厄瓜多爾的縣份，位於該國中部，由科托帕希省負責管轄，始建於1824年6月24日，面積1,377平方公里，2001年普查人口總數為143,979人，人口密度每平方公里104.56人。
0°56′S 78°37′W / 0.933°S 78.617°W